# Universiteit van Birmingham
De Universiteit van Birmingham (Engels: University of Birmingham, informeel Birmingham University) is een Britse universiteit, gelegen in Birmingham (Engeland). De universiteit werd opgericht in Edgbaston in 1900. De universiteit is lid van de Russellgroep en oprichtend lid van de Universitas 21. In augustus 2010 stond de universiteit op de 10e plaats van beste universiteiten in het Verenigd Koninkrijk en op de 59e plaats in de wereld volgens de QS World University Rankings.

## Geschiedenis

### Birmingham Medical School en Mason Science College

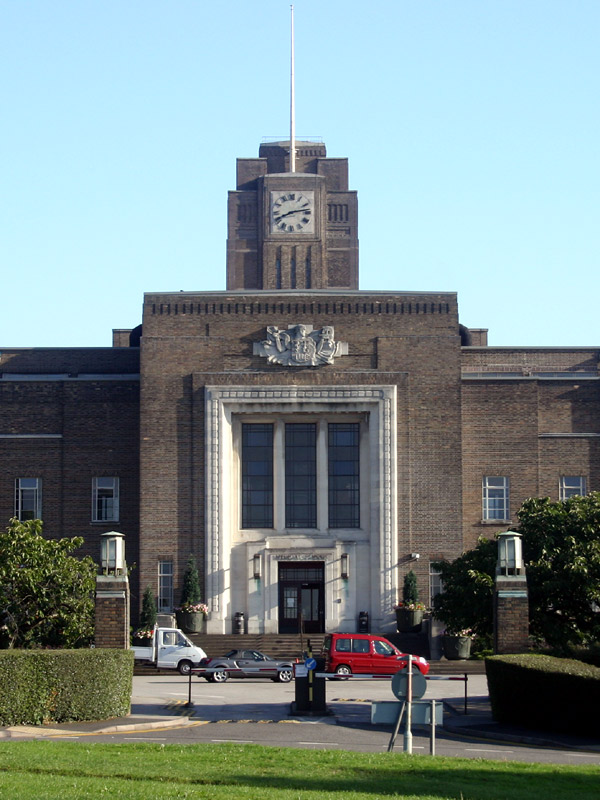
Universiteit van Birmingham Medische School.

De Medische School van Birmingham (Engels: Birmingham Medical School) (nu onderdeel van de universiteit, hetend University of Birmingham Medical School) kan gezien worden als het begin van de universiteit. De school werd opgericht in 1828, hoewel William Sands Cox – die de school oprichtte – er al les gaf vanaf 1825. In 1843 kreeg de medische school de naam Queen's College.
In 1875 richtte Josiah Mason de Mason Science College op. Dit was een kernpunt voor het uiteindelijke ontstaan van de Universiteit van Birmingham. In 1882 werden de onderdelen scheikunde, plantkunde en psychologie verplaatst naar de Mason Science College, later gevolgd door de afdelingen natuurkunde en vergelijkende anatomie. Hierdoor nam het belang van Mason Science College sterk toe. In 1898 werd Joseph Chamberlain hoofd van het college van bestuur.

### Koninklijke acte
Op 24 maart, 1900, kende Koningin Victorica een Royal Charter toe, een toegekende acte door de monarch. Hiermee is het aanneembaar dat de Universiteit van Birmingham de eerste redbrickuniversiteit is: een Britse erkende universiteit die voor de Eerste Wereldoorlog is opgericht, hoewel dit door verscheidene universiteiten wordt betwist en sommigen zelf de titel eisen, waaronder de Universiteit van Manchester. De transformatie van Mason University College naar University of Birmingham was compleet. Het werd de eerste campusuniversiteit van Engeland. De acte bevatte ook de provisie voor een Faculteit voor Handel, die werd opgericht in 1901 door William Ashley. Hierdoor werd de universiteit de eerste business school van Engeland. Dankzij de Calthorpe-familie kreeg de universiteit 10 hectare land.

### Uitbreiding

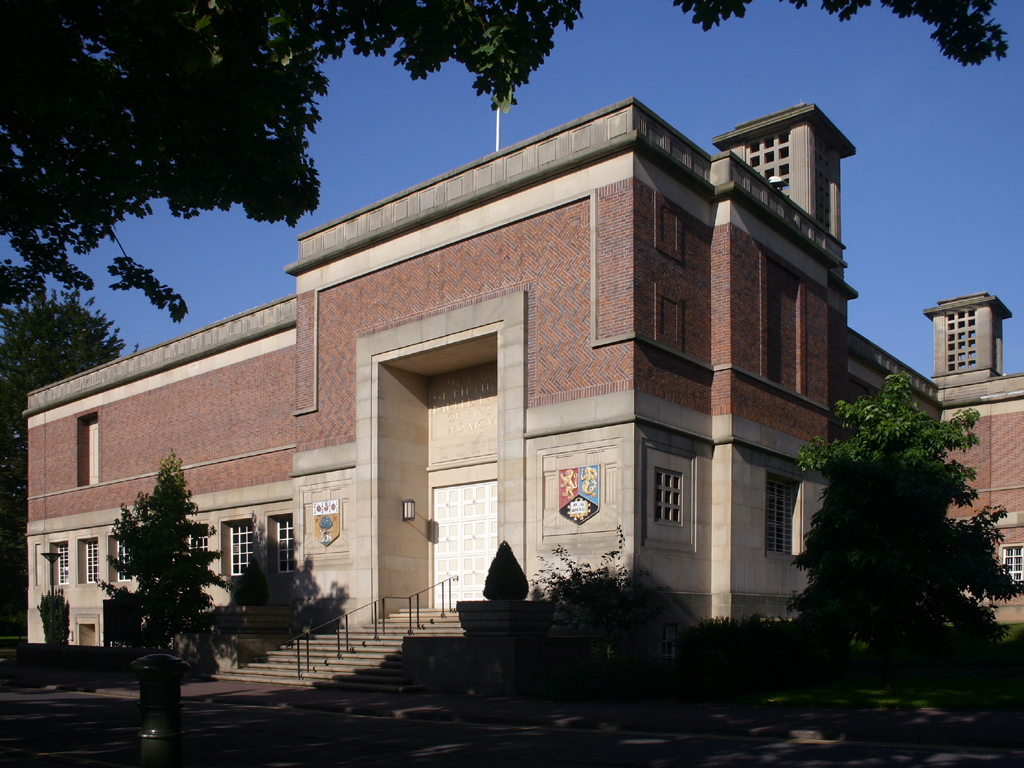
Barberinstituut van Schone Kunsten.

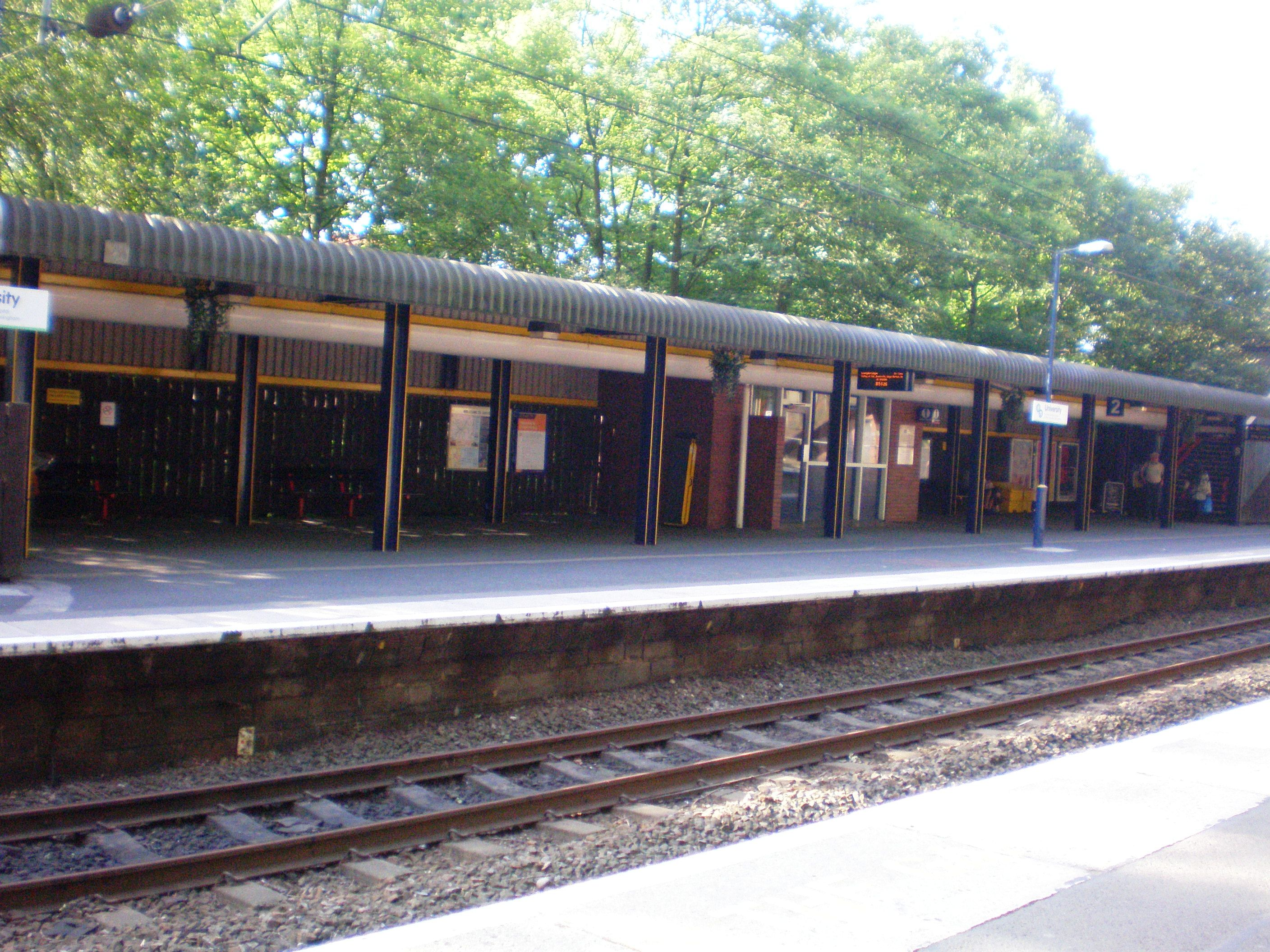
Perron van het treinstation van de universiteit.

In 1939 werd het Barberinstituut van Schone Kunsten (en:Barber Institute of Fine Arts) - ontworpen door Robert Atkinson - geopend. In 1956 kwam het onderdeel Foundation Engineering erbij. In 1957 werden Hugh Casson en Neville Conder door de universiteit gevraagd om een plan te bedenken voor het terrein waar de oude gebouwen uit 1900 stonden - die incompleet waren - te renoveren. De universiteit huurde later andere architecten in om het plan uiteindelijk uit te voeren. Tijdens de jaren zestig breidde de universiteit zich uit en renoveerde vele gebouwen. In 1973 werd een treinstation, bedoeld voor de universiteit, geopend. Hiermee is de Universiteit van Birmingham de enige universiteit met een eigen treinstation.

### Kanseliers
| Naam               | Periode    |
| ------------------ | ---------- |
| Joseph Chamberlain | 1900-1914  |
| Robert Cecil       | 1918-1944  |
| Anthony Eden       | 1945-1973  |
| Peter Scott        | 1973-1983  |
| Alex Jarratt       | 1983-2002  |
| Dominic Cadbury    | 2002-heden |

## Campus

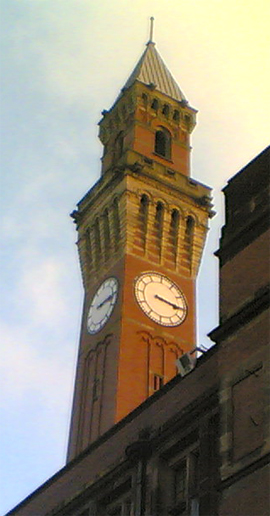
'Old Joe'

De hoofdcampus (Edgbaston Campus) van de universiteit omvat 4.8 km, gelegen zuid-west van het centrum van Birmingham in Edgbaston. De hoofdcampus staat om de Joseph Chamberlain Memorial Clock Tower, ook wel Old Joe genoemd, gebouwd om Joseph Chamberlain te herdenken. De Great Hall (Grote Hal) is te vinden in het Aston Webb-gebouw, de Chancellor's Court. In het gebouw is ook een geologisch museum te vinden, genaamd: The Lapworth Museum of Geology, genoemd naar Charles Lapworth, een geologist die aan de Mason Science College werkte. In de jaren zestig is de campus sterk uitgebreid. Op de campus is ook een leercentrum te vinden, waar ook het beeld Faraday te vinden is. Het werd geschonken aan de universiteit door Sir Edward Paolozzi.
De universiteit heeft ook een botanische tuin van 24.000 vierkante meter: The Winterbourne Botanic Garden. De Universiteit van Birmingham is de eerste universiteit met een eigen boerenmarkt op de campus. De campus kan worden onderverdeeld in: The Edgbaston Campus, The Selly Oak Campus, The Sculpture Trail, The Shakespeare Institute, The Ironbridge Institute, de botanische tuin en The Barber Institute.

## Trivia
Het laatst bekende geval van pokken in de wereld deed zich hier voor in september 1978, toen Janet Parker, een fotografe bij de medische faculteit van de universiteit van Birmingham de ziekte opliep en eraan overleed. Er was op dat moment in dat gebouw een pokken-onderzoeksproject gaande. De exacte besmettingsweg is echter nooit gevonden.